# 최창섭 (아나운서)
최창섭(崔昌燮, 1946년 11월 25일 ~ )은 대한민국의 아나운서이다.

## 학력
- 인천고등학교
- 동국대학교 경찰행정학과 학사
- 동국대학교 언론정보대학원 석사

## 경력
- 1973년 MBC 공채 아나운서
- MBC 아나운서국 부장
- MBC 아나운서국 실장
- MBC 아나운서국 국장
- MBC 아나운서국 위원

## 프로그램

### TV
- MBC 정오뉴스
- MBC 스포츠뉴스
- MBC 아침의 창
- MBC 제25회 전국 민속예술 경연대회
- MBC 영광의 16일
- MBC 영광의 순간들
- MBC 화목한 이웃
- MBC 오월은 푸르구나
- MBC 바르셀로나의 영광, 애틀랜타로
- MBC 일요일 일요일 밤에 - 브레인 서바이벌

### 라디오
- MBC 표준FM 아침을 달린다
- MBC 표준FM 두고온 산하
- MBC 표준FM 남북한마당

### 기타
- 팟캐스트 최창섭 아나운서의 성경 일독